# Apali jezik
Apali jezik (apal, emerum, munga; ISO 639-3: ena), transnovogvinejski jezik uže madanške skupine, kojim govori 980 ljudi (2003 SIL) iz plemena Emerum u jednom selu na gornjem toku rijeke Ramu u Papui Novoj Gvineji, distrikt Aiome.
Pripada podskupini emuan koju čini s jezikom musak [mmq]. Dijalekti su mu aki i aci. Ne smije se brkati s jezikom apalik [apo].

## Vanjske poveznice
- Ethnologue (14th)
- Ethnologue (15th)
- The Apali Language  Arhivirana inačica izvorne stranice od 6. listopada 2008. (Wayback Machine)